# Motul
Motul (произносится Мотю́ль) — французская компания по изготовлению и продаже смазочных материалов для двигателей транспортных средств и промышленности.

## История

### Возникновение бренда
Компания берёт начало в 1853 году, когда в Нью-Йорке была зарегистрирована компания «Swan&Finch Oil Co.». Основная деятельность компании — поставка смазки на основе рыбьего жира для кораблей и железнодорожного транспорта с паровыми двигателями.
Через семьдесят лет компания вышла на национальный рынок. После освоения американского рынка, компания вышла на международный уровень. Спрос на смазки Свон и Финч по всему миру стал расти после 1920 года.
В 1932 компания начала поставлять продукт во Францию. Эрнст Зогг пригласил компанию на французский рынок, своевременно оценив масштабы сбыта и потребность рынка смазочных масел. Для сотрудничества с Зоггом была создана фирма «Supra Penn». Она обеспечивала импорт и продажу смазочных материалов Motul в оригинальной упаковке, тем самым гарантируя "высокое качество масла из Пенсильвании".
В 1953 году «Swan&Finch» исполнилось сто лет. Эта дата была обозначена выпуском Motul Century - первого всесезонного масла. В это время по всей Франции было уже 15 тысяч точек реализации, а компания активно принимала участие в автомобильных гонках, поддерживая репутацию. Swan&Finch Oil Co. также приняли участие в экспедиции Citroen 2CV длиной в 15 тысяч километров.